# غريب مألوف
الغريب المألوف هو شخص يمكن التعرف عليه من الأنشطة المعتادة، إلا أنه شخص لم يتم التفاعل والتواصل معه. وقد تم تعريفه في البداية من خلال ستانلي ملغرام في بحثه الصادر في عام 1972 والذي يحمل اسم  The Familiar Stranger: An Aspect of Urban Anonymity، وقد أصبح مفهومًا شهيرًا بشكل متزايد في بحث حول الشبكات الاجتماعية.
ويعد الشخص الذي يمكن أن نراه بشكل يومي، إلا أننا لا نتواصل معه، مثالاً على الغريب المألوف. وفي حالة تلاقي هؤلاء الأشخاص في وضع غير مألوف، على سبيل المثال أثناء السفر، يمكن أن يفضلوا تقديم أنفسهم عن الغرباء تمامًا، لأنهم لديهم خلفية من التجارب المشتركة.
وقد كان البحث الذي تم تقديمه في عام 1972 على مشروعين بحثيين مستقلين تم إجراؤهما في عام 1971، الأول في جامعة مدينة نيويورك والثاني في محطة للقطارات. وقد قامت مجلة Psychology Today بنشر بحث ثانٍ لملغرام حول الموضوع في عام 1974، وكان يحمل الاسم Frozen World of the Familiar Stranger.
وقد تبنى باولوس وجودمان المفهوم كجزء من برنامج بحثي أطلق عليه اسم مشروع الغريب المألوف.

## وصلات خارجية
- The familiar stranger: anxiety, comfort, and play in public places at the رابطة مكائن الحوسبة
- Exploiting Familiar Strangers: creating a community content distribution network by co-located individuals by Jamie Lawrence and Terry Payne at the University of Southampton